# Hugh MacDiarmid
Hugh MacDiarmid es el pseudónimo de Christopher Murray Grieve (11 de agosto de 1892, Langholm - 9 de septiembre de 1978, Edimburgo), un importante poeta escocés del siglo XX.
Fue pieza fundamental en la creación de un modernismo en Escocia, adalid del llamado "Scottish Renaissance" ('renacimiento escocés', versión del modernismo anglosajón). De manera inusual en un modernista, MacDiarmid era de ideología comunista, y también raramente en un comunista, estuvo comprometido con el independentismo escocés. Escribió en inglés y en escocés literario (también conocido como lengua de las "Lallans" o tierras bajas). 
Su poema A Drunk Man Looks at the Thistle (1926) es considerado como uno de los más importantes poemas extensos de la literatura escocesa del siglo XX. El gran logro de su poesía última es un intento a escala épica de captar la idea de un mundo sin Dios en el que todos los hechos tratados por la poesía son científicamente verificables.

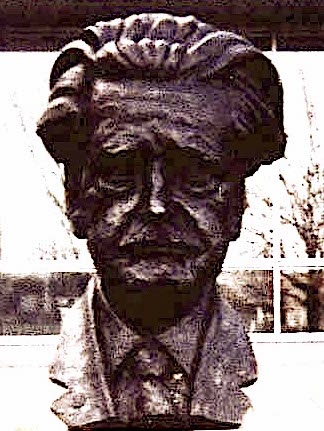
Busto de MacDiarmid en South Gyle, Edimburgo.

## Obras
- Annals of the Five Senses (1923)
- Sangschaw (1925)
- Penny Wheep (1926)
- A Drunk Man Looks at the Thistle (1926)
- The Lucky Bag (1927)
- To Circumjack Cencrastus (1930)
- First Hymn to Lenin and Other Poems (1931)
- Second Hymn to Lenin (1932)
- Scots Unbound and Other Poems (1933)
- Scottish Scene (1934) (en colaboración con Lewis Grassic Gibbon)
- Stony Limits and Other Poems (1935)
- The Birlinn of Clanranald (1936)
- Second Hymn to Lenin and Other Poems (1937)
- Scottish Eccentrics (1938)
- The Islands of Scotland (1939)
- The Golden Treasury of Scottish Poetry (1940)
- Lucky Poet (1943)
- Speaking for Scotland (1946)
- Poems of the East-West Synthesis (1946)
- A Kist of Whistles (1947)
- In Memoriam James Joyce (1955)
- Three Hymns to Lenin (1957)
- The Battle Continues (1958)
- The Kind of Poetry I Want (1961)
- Collected Poems (1962)
- Poems to Paintings by William Johnstone 1933 (1963)
- The Company I've Kept (1966)
- A Lap of Honour (1967)
- Early Lyrics (1968)
- A Clyack-Sheaf (1969)
- More Collected Poems (1970)
- Selected Poems (1971)
- The Hugh MacDiarmid Anthology (1972)
- Dìreadh (1974)
- The Complete Poems of Hugh MacDiarmid Volume 1 & 2 (1978)

## Sobre el autor
- Duncan Glen (1964) Hugh Macdiarmid (Christopher Murray Grieve) and the Scottish Renaissance , Chambers, Edinburgh et al.
- Michael Grieve and Alexander Scott (1972) The Hugh Macdiarmid Anthology: Poems in Scots and English, Routledge and Kegan Paul, London
- Gordon Wright (1977) MacDiarmid: An Illustrated Biography, Gordon Wright Publishing
- Alan Bold (1983) MacDiarmid: The Terrible Crystal, Routledge & Kegan Paul
- Alan Bold (1984) Letters, Hamish Hamilton
- Alan Bold (1988) MacDiarmid A Critical Biography, John Murray
- John Baglow (1987) Hugh MacDiarmid: The Poetry of Self (criticism), McGill-Queen’s Press
- Scott Lyall (2006) Hugh MacDiarmid's Poetry and Politics of Place: Imagining a Scottish Republic, Edinburgh University Press
- Beth Junor (2007) Scarcely Ever Out of My Thoughts: The Letters of Valda Trevlyn Grieve to Christopher Murray Grieve (Hugh MacDiarmid) Word Power
- Alan Riach (1991) Hugh MacDiarmid’s Epic Poetry, Edinburgh University Press